# Король Данило (фільм)
«Король Данило» — український історичний бойовик Тараса Химича 2018 року. Сюжет має за основу життя історичної постаті, короля Данила Романовича.
Прем'єра відбулася 22 листопада 2018 року.

## Сюжет
1238 рік. Князь Данило зі своїм братом Васильком нападають на прикордонний замок таємного ордену. Завдяки своїй винахідливості Данило захоплює магістра Бруно в полон. Той переконує князя стати його союзником у боротьбі з могутнім ворогом зі Сходу — монгольською ордою.
Хан Батий нападає на Русь і знищує Київ, як і попереджав магістр. Його військо чисельне, але Данилу його придворні радять побудувати фортеці, на облогу яких монголи розтратять свої сили. Князь погоджується і забороняє Васильку йти у бій. Таке рішення не подобається галицьким боярам, які вважають, що князь забагато втручається в чужі справи. Вони готові домовитися з ханом заради володарювання на своїх землях.
Щоб змусити Данила піддатися, бояри задумають схопити Василька. Князь погоджується віддати їм землі в повне підпорядкування в обмін на брата. Проте Васильку вдається втекти. Хан шле частину війська на штурм, щоб показати свою силу. В битві гине Іраклій, якого князь ризиковано поставив у оборону.
У цей час приїжджає Бруно з пропозицією від Папи Римського виступити проти монголів, за що Данила буде визнано королем. Водночас хан Батий висилає князеві ультиматум: підкоритися добровільно, або прийняти нерівний бій з повним військом. Данило, попри приготування, несподівано для всіх вирішує їхати особисто до хана на перемовини. Боярин Орбан наймає варяга Ульва, щоб той убив Данила.
Дорогою на Данила нападає Ульв, але Данило при допомозі воєводи Ратибора перемагає і Ульв розповідає хто його найняв. Він також каже, що Данилова дружина Анна вчинила самогубство через смерть сина. Данило вирішує продовжити подорож і відвідує найсхіднішу фортецю на Хортиці перед тим як увійти в ханську столицю Сарай.
Князь заявляє, що хан не зможе контролювати таку велику територію. Тому Данило пропонує платити данину, а хан лишить Русь незалежною. Батий обурений цим, однак визнає, що Данило правий. На знак прихильності Батий повідомляє імена всіх бояр-зрадників.
Повернувшись, Данило дізнається, що насправді Орбан отруїв Анну, а потім втопив її. Орбан підбурює військо на бунт і проголошує себе князем. Данило сходиться з ним у двобої та перемагає. Бруно каже членам ордену, що влаштовне ним «змагання» виявило переможця і Данило стане королем, але не одразу.
Пізніше Данило пророкує, що наступні покоління досягнуть більшого.

## Знімальна група та актори

### У ролях
- Сергій Ярмошенко — Король Данило
- Рінат Хайруллін — Хан Батий
- Олег Сікиринський — Гордій Мстиславович
- Юрій Вихованець — Василько, брат Данила
- Віктор Лафарович — Магістр Бруно
- Мирослава Рачинська  — Єфросинія, мати Данила
- Ірина Нікітіна — Анна, дружина Данила
- Альбіна Сотникова — Боракчин-хатун
- Роман Муць — Ульв
- Павло Тур — Іраклій
- Сашко Манзель — Лев
- Вероніка Шостак — Євлампія
- Максим Вершина — Устим
- Олександр Кузьменко — Мирча
- Петро Бенюк — папа Іннокентій IV
- Олександр Назарчук — Ратибор
- Дмитро Усов — Ярко
- Денис Пасєчний — Микитка
- Валерій Пасєчник — Дмитро Тисячний
- Сергій Козловський — Менгу
- Марина Мазур — Хільда
- Артур Рожицький — Сартак
- Василь Мицько — Владисдлав Кормильчин, боярин
- Олексій Кравчук — боярин
- Ярослав Василик — боярин
- Лідія Остринська — Стеха
- Олексій Лань — Вольфгарт
- Володимир Климук — Рейст
- Орест Пастух — Орбан

### Знімальна група
- Режисер: Тарас Химич
- Сценарист: Тарас Химич за участі Олесі Галканової-Лань
- Продюсер: Олеся Галканова-Лань
- Саунд-продюсер: Роман Микульський
- Артдиректор, художник з гриму: Олена Химич
- Стиліст: Яніна Фаяд
- Звукорежисер: Роман Микульський
- Композитор: Сергій Шманьов
- Помічник режисера: Володимир Климук, Олексій Лань

## Виробництво
Під час зйомок фільму режисеру довелося замінити виконавця головної ролі — замість тернопільського співака Сашка Алексеєва взяли актора фольклорно-етнографічного кінного театру «Запорозькі козаки» — Сергія Ярмошенка, який був дублером. Виробники пояснили заміну актора через розбіжності між Алексєєвим та творцями фільму, зокрема Алексєєву не підійшли умови контракту. За словами режисера, після затвердження на головну роль, Ярмошенко одразу почав брати приватні уроки з української мови аби покращити свою розмовну мову, оскільки у повсякденному житті він здебільшого російськомовний.

### Сценарій
За словами режисера, сценарій для фільму писала вся команда, але Тарас Химич особисто керував процесом написання сценарію. Олеся Галканова-Лань, яка є продюсером фільму, займалася корегуванням та редагуванням діалогів
. Створення сценарію було засноване на працях львівського історика Леонтія Войтовича.

### Місця зйомок
Зйомки фільму відбувалися на майже 30 майданчиках на заході України, а також у Запорізькій області. 90 відсотків фільмування відбувалося поблизу Львова.

### Кошторис
Продюсери та виробники фільму не повідомили яким є кінцевий кошторис фільму. Але пообіцяли оголосити точну суму після закінчення прокату фільму в кінотеатрах.
Спочатку творці збиралися зібрати більшу частину кошторису фільму, а саме ₴ 4 млн, на спільнокоштовій платформі «Na-Starte» і розпочали збір грошей 13 липня 2017 року. Згодом творці скоригували свою кінцеву ціль, та вирішили збирати на платформі «Na-Starte» лише ₴ 100 тис., решту ж грошей творці шукали у приватних інвесторів. Серед приватних інвесторів які проспонсорували фільм були «Львівські круасани», «Євротек», Івано-Франківський університет права ім. Короля Данила Галицького, Фільм Експо, асфальтний завод.
Частину коштів надали львівські держустанови, зокрема 120 тис. грн. було надано Львівською облдержадміністрацією та 50 тис. грн. — Львівською кінокомісією.
У березні 2019 року режисер стрічки Тарас Химич заявив що кінцевий бюджет був приблизно ₴4 млн.

### Саундтрек
Над саундтреком до фільму працює звукорежисер Роман Микульський та композитор Сергій Шманьов. Головною піснею до фільму стала пісня «Дим» київського гурту ENTRÉE.

## Реліз
Початково кінопрокатний реліз в Україні планувався на 11 жовтня 2018 року, але цю дату згодом довелося змістити і вихід фільму в український кінопрокат перенесли на 22 листопада 2018 року. У перший тиждень українського прокату фільм вийшов приблизно на більш як 30 екранах.
Фільм став доступний 27 червня 2019 року на VOD для глядачів Південної Кореї (з оригінальною українською аудіо-доріжкою та корейськомовними субтитрами); тамтешній дистриб'ютор Story J переклав назву як «Король Данило» (кор. «킹 다닐로»). Згодом 23 жовтня 2019 року фільм також став доступний на VOD та DVD для глядачів Японії (з оригінальною українською аудіо-доріжкою та японськомовними субтитрами); тамтешній дистриб'ютор CURIOUSCOPE переклав назву як «Ґрадіус — повернення надії» (яп. «グラディウス ～希望への奪還»). Згодом 7 січня 2020 року фільм також став доступний на VOD та DVD для глядачів США (з англомовним дубляжем); тамтешній дистриб'ютор ITN distribution переклав назву як «Королівство мечів» (англ. «Kingdom of swords»). Згодом 2 квітня 2020 року фільм також став доступний на VOD, Blu Ray та DVD для глядачів Німеччини (з оригінальною україномовною аудіодоріжкою, з німецькомовним дубляжем та німецькомовними субтитрами); тамтешній дистриб'ютор Sony Pictures Home Entertainment Deutschland переклав назву як «Король воїнів» (нім. «König der Krieger»).

## Відгуки кінокритиків
Фільм отримав негативні відгуки від українських кінокритиків.
Згідно з «Детектором медіа», фільм має непослідовний, безладний сюжет: «У стрічці боротьба Данила проти галицьких бояр, монгольської орди і західних впливів більше нагадувала дворову бійку, причому постійну й не призначену для розуміння того, що ж насправді відбувається». Зауважувалося, що костюми й декорації непереконливі, як репліки персонажів: «Здоровий глузд підказує про неможливість подібної поведінки людей ні в нашому, ні в минулому, ні в сторіччі Данила Галицького».
Видання Zik.ua відгукнулося: «Це „кіно“ має стільки ляпів, що маленьку книжку можна написати про те, як не знімати кіно». Передусім вказувалося, що «Король Данило» складається з кількох слабко пов'язаних між собою частин. При цьому відсутнє відчуття часу, хоча за сюжетом минають роки. Мова персонажів наповнена непереконливими повчаннями, а сцени — штучними декораціями.
24 канал писав, що «Тут є інтриги, бої, відверті й кумедні сцени сексу, кров і смерть — себто все те, що ми так любимо у бойовиках. Але на вас чекають затягнуті і нерозкриті сцени, слабкі елементи сюжету й бездарні діалоги. Жодна фраза не претендує на цитату». Разом з тим відзначалося, що сама постать Данила і показана її інтерпретація цікава, а посил фільму — це філософія переможців і з цим «Король Данило» справився.